# هانز جورج فون فريدبورغ
 كان هانز جورج فون فريدبورغ (15 يوليو 1895 - 23 مايو 1945) أدميرالًا ألمانيًا، ونائب قائد قوات يو بوت لألمانيا النازية والقائد الأعلى لآخر سفينة في كريغسمارينه. لقد كان الممثل الوحيد للقوات المسلحة الذي كان حاضرًا عند توقيع وثائق صك الاستسلام الألماني في لونبورغ هيث في 4 مايو 1945 ثم في ريمس في 7 مايو وكذلك في برلين في 8 مايو 1945. انتحر الجنرال أدميرال فون فريدبورغ بعد فترة وجيزة من حل حكومة فلنسبورغ.

## النشأة
ولد هانز جورج فون فريدبورغ في ستراسبورغ في الإقليم الإمبراطوري الألماني في الألزاس واللورين للضابط البروسي كارل فون فريدبورغ (1862-1924).

## مهنة عسكرية
في 1 أبريل 1914 انضم إلى البحرية القيصرية باعتباره سيكادت. وبعد اندلاع الحرب العالمية الأولى، تم ترقية فون فريدبورغ إلى رتبة Fähnrich zur See (الضابط الطموح) الذي خدم في المدافع المخيفة، Kronprinz وشارك في معركة يوتلاند عام 1916 ضد الأسطول الكبير للبحرية الملكية البريطانية. لقد ارتقى إلى لوتنانت تزور سي وانضم إلى قوات اليو بوت كضابط بحري في غواصة U-114 من يونيو إلى نوفمبر 1918.
ولكونه ضابط بحرية ألماني بارز في فترة ما بعد الحرب، فقد  عُيَّن نائبًا لقائد الأسطول الألماني يو بوت في سبتمبر 1941. ومع إشرافه على تدريب يو بوت الألمانية ونشر قواعد يو بوت في فرنسا، فقد نظم لاحقًا خطوط اعتصام يو بوت في وسط المحيط الأطلسي من أجل العثور على قوافل الحلفاء ومهاجمتها. تمت ترقيته إلى أميرال خلفي في عام 1942، وتولى قيادة الأسطول الألماني يو بوت في فبراير من العام التالي. لقد حصل على صليب الاستحقاق الحربي في 17 يناير 1945. خلف فون فريدبورغ الأدميرال الكبير كارل دونيتز كقائد عام لكريغسمارين عندما أصبح دونيتز رئيسًا للرايخ بعد انتحار هتلر (وفقًا لإرادة هتلر الأخيرة)، وتمت ترقيته إلى أدميرال عام في 1 مايو 1945.

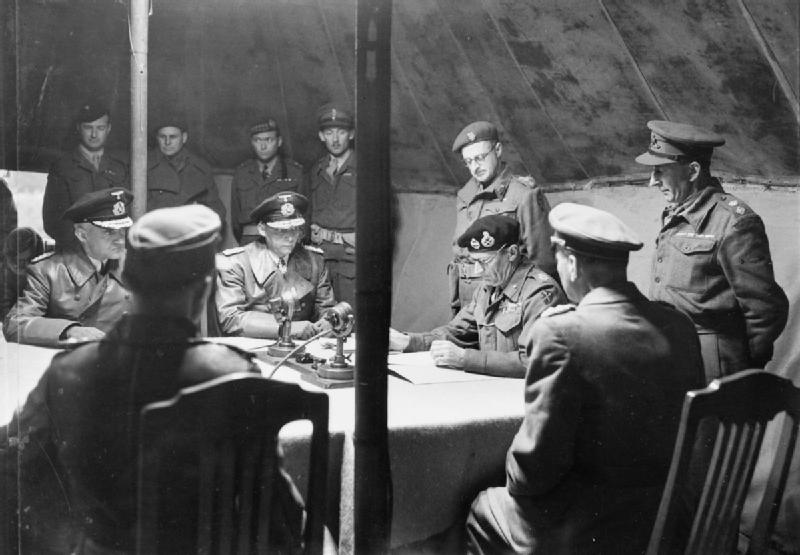
مونتغمري (يمين) وفون فريدبرغ يوقعان الاستسلام الألماني في لونبورغ هيث، 4 مايو 1945

في أوائل مايو 1945، أمر دونيتز فون فريدبرغ بالتفاوض على الاستسلام لقوات الحلفاء الغربيين. وعند وصوله إلى مقر المشير برنارد مونتغمري في لونبورغ، ألمانيا، تم إبلاغه بأن الاستسلام غير المشروط لجميع قوات الحلفاء ضروري وغير قابل للتفاوض. وبعد حصوله على إذن من دونيتز، وقع على وثيقة استسلام لجميع القوات المسلحة الألمانية في هولندا وشمال غرب ألمانيا والدنمارك في 4 مايو 1945. وفي 7 مايو 1945، كان حاضرًا في أول توقيع على صك الاستسلام الألماني من قبل الجنرال ألفرد يودل في رانس.
كان فون فريدبورغ في برلين في 8 مايو 1945 للتوقيع الثاني على صك الاستسلام الألماني. وقع نيابة عن كريغسمارينه، إلى جانب الكولونيل جنرال هانز يورغن ستومبف عن لوفتفافه والفيلد مارشال فيلهلم كايتل عن الهير والقيادة العليا للفيرماخت. وقع المارشال غيورغي جوكوف ورئيس القوات الجوية المارشال آرثر ويليام تيدر عن الاتحاد السوفيتي وقيادة قوات الحلفاء الاستكشافية العليا على التوالي.

## الموت
في 23 مايو 1945، في نفس اليوم الذي تم فيه القبض على أعضاء حكومة فلنسبورغ، أصبح فون فريدبورغ أسير حرب للجيش البريطاني في بلون، وانتحر عن طريق ابتلاع السم. دفن جثته في مقبرة أدلبي بالقرب من فلنسبورغ.

## الحياة الشخصية
أصبح ابنه لودفيغ فون فريدبورغ (1924-2010) عالم اجتماع وسياسيًا فيما بعد، وعمل من 1969 إلى 1974 وزيراً للثقافة في ولاية هسن.

## الجوائز
- الصليب الحديدي (1914)
  - الدرجة الثانية
  - الدرجة الأولى

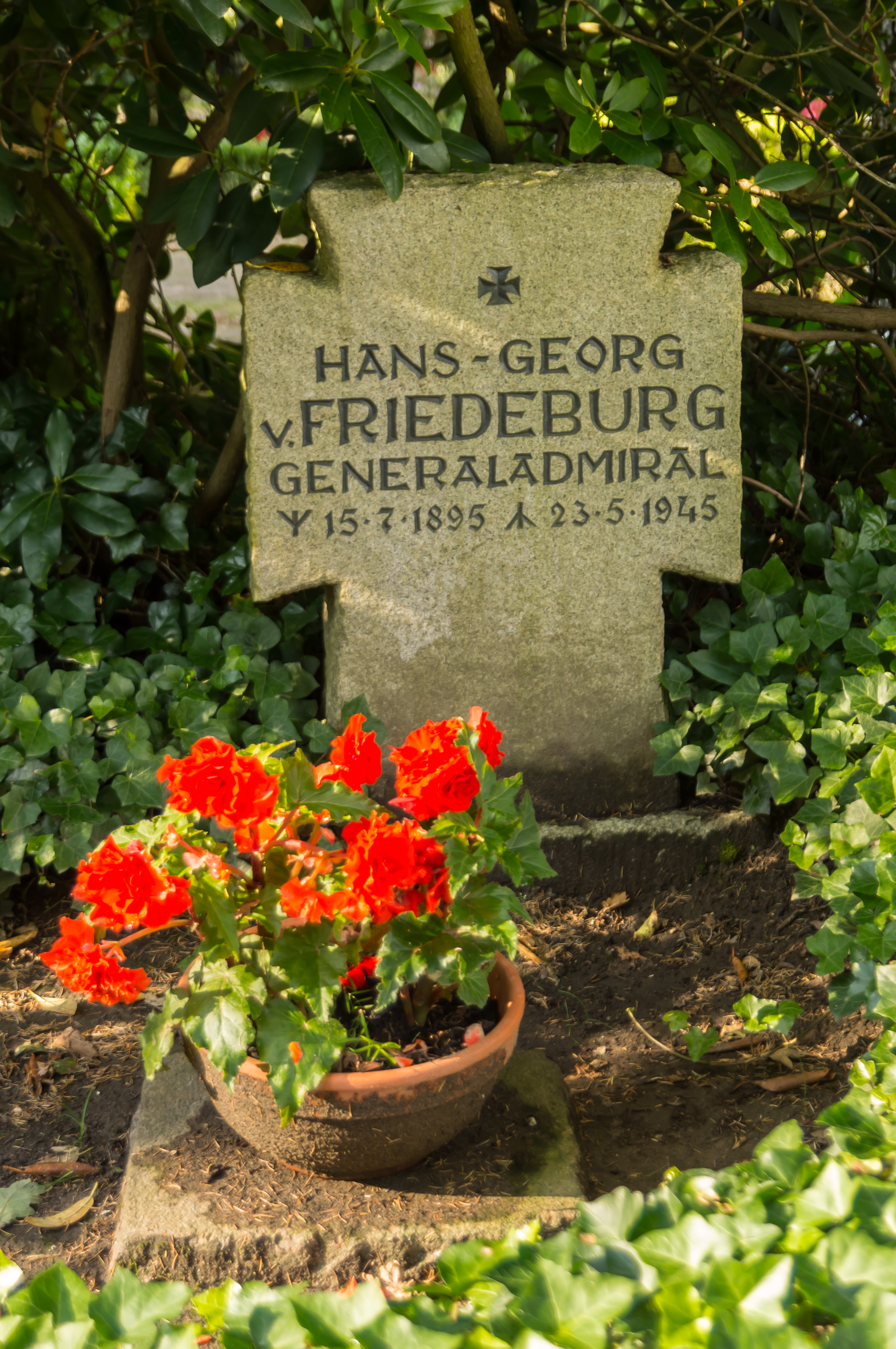
قبر فريدبورغ بجوار قبر فولفجانغ لوث

- صليب فارس من الدرجة الثانية من وسام الأسد Zähringer بالسيوف
- فارس وسام القديس يوحنا
- صليب الشرف
- جائزة الفيرماخت للخدمة الطويلة من الدرجة الرابعة إلى الدرجة الأولى
- الصليب الاسباني بالفضة مع السيوف
- الصليب الحديدي (1939)
  - الدرجة الثانية
  - الدرجة الأولى
- صليب الاستحقاق الحربي بالسيوف
  - الدرجة الثانية
  - الدرجة الأولى
- الصليب الألماني باللون الفضي في 6 يونيو 1942 مثل كابتن ات سي والأميرال الثاني لقوارب يو[6]
- فارس صليب الاستحقاق الحربي (17 يناير 1945)

### اقتباسات
1. 1 2  Brockhaus Enzyklopädie | Hans Georg Friedeburg (بالألمانية), OL:19088695W, QID:Q237227
2. 1 2 3 4 5 6 7  Rainer Busch; Hans-Joachim Röll (März 1996). Der U-Boot-Krieg, 1939-1945: Die deutschen U-Boot-Kommandanten. Der U-Boot-Krieg 1939-1945 (1) (بالألمانية). Vol. 1. p. 72. ISBN:3-8132-0490-1. QID:Q55434785. {{استشهاد بكتاب}}: تحقق من التاريخ في: |publication-date= (help)
3. 1 2 3 4  Rainer Busch; Hans-Joachim Röll (März 1996). Der U-Boot-Krieg, 1939-1945: Die deutschen U-Boot-Kommandanten. Der U-Boot-Krieg 1939-1945 (1) (بالألمانية). Vol. 1. ISBN:3-8132-0490-1. QID:Q55434785. {{استشهاد بكتاب}}: تحقق من التاريخ في: |publication-date= (help)
4. ↑   http://www.ubootarchiv.de/ubootwiki/index.php/Hans-Georg_von_Friedeburg. اطلع عليه بتاريخ 2018-08-01. {{استشهاد ويب}}: |url= بحاجة لعنوان (مساعدة) والوسيط |title= غير موجود أو فارغ (من ويكي بيانات) (مساعدة)
5. ↑  Borgert, p. 331
6. ↑  Patzwall & Scherzer 2001, p. 541.

### قائمة المراجع
- Busch، Rainer؛ Röll، Hans-Joachim (1999). German U-boat commanders of World War II : a biographical dictionary. ترجمة: Brooks، Geoffrey. London, Annapolis, Md: Greenhill Books, Naval Institute Press. ISBN:1-55750-186-6. {{استشهاد بكتاب}}: الوسيط |ref=harv غير صالح (مساعدة)
- Borgert, Heinz-Ludwig (1998): Generaladmiral Hans-Georg von Friedeburg. In: Gerd R. Ueberschär (ed.): Hitlers militärische Elite. 68 Lebensläufe. Frankfurt am Main: Primus Verlag, 2011 (second edition). (ردمك 978-3-534-23980-1)
- Patzwall, Klaus D.; Scherzer, Veit (2001). Das Deutsche Kreuz 1941 – 1945 Geschichte und Inhaber Band II [The German Cross 1941 – 1945 History and Recipients Volume 2] (بالألمانية). Norderstedt, Germany: Verlag Klaus D. Patzwall. ISBN:978-3-931533-45-8.

## روابط خارجية
- هانز جورج فون فريدبورغ على موقع مونزينجر (الألمانية)
- هانز جورج فون فريدبورغ في فهرس مكتبة ألمانيا الوطنية
- Hans-Georg von Friedeburg @ Geocities على موقع واي باك مشين (نسخة محفوظة October 29, 2009)